# ロッキーマウンテン兵器工場
ロッキーマウンテン兵器工場（ロッキーマウンテンへいきこうじょう、英：Rocky Mountain Arsenal、略：RMA）は、アメリカ合衆国コロラド州デンバーの北、コマースシティにあった化学兵器製造所である。
第二次世界大戦中の1942年、アメリカ陸軍は武器を製造するための施設として、19,915エーカー (80.59 km2) の土地を取得した。この施設は1992年に閉鎖まで地元の居住者の間で環境汚染に関する論争の的だった。

## 生産活動
ロッキーマウンテン兵器工場で製造される武器は、ナパーム、サリン、VXガスなど大量の軍用化学兵器であり、アメリカ最大の化学兵器貯蔵施設でもあった。これらの兵器の製造は、1969年まで続いた。その後、1970年から1985年まで全米の化学兵器を廃棄するための施設として使用された。これらの活動と並行して、軍は1946年から1982年までの間、農薬、化学肥料、石油製品の生産のためにロッキーマウンテン兵器工場の施設を民間企業に貸した。主な利用者はシェル石油、モービル石油、ジュリアスハイマン社、コロラドFuel & Iron社などで、1952年 - 1982年にロッキーマウンテン兵器工場で製造を行っていた。

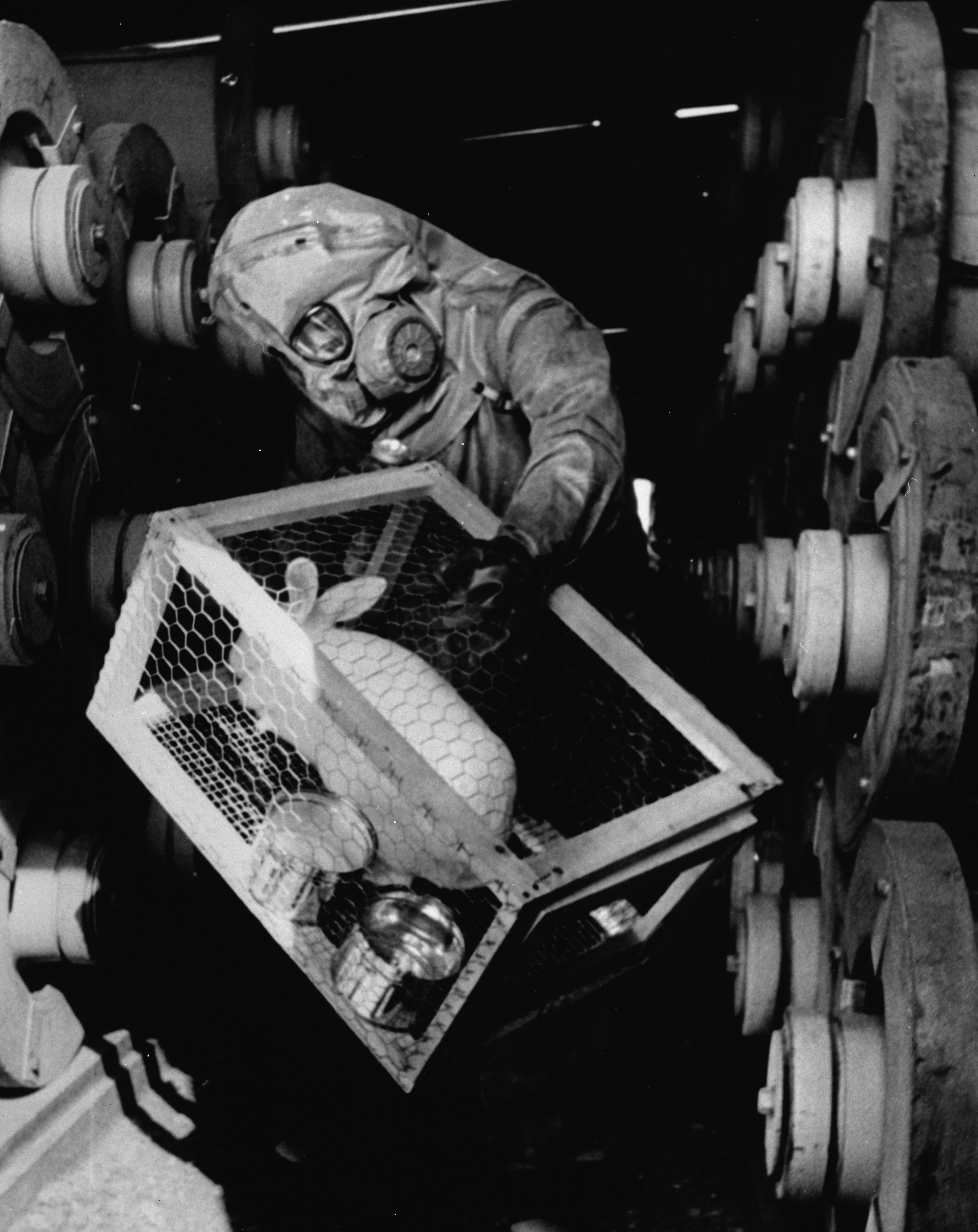
ウサギの入った籠を持ってサリンガスのガス漏れが無いかチェックしている。(1970年撮影)

## 汚水池と汚水処理井戸
F汚水池（Basin F Wastepile）は、1956年にアメリカ陸軍によって作成されたすり鉢状の廃液処理施設である。軍と施設を利用する民間企業から出る廃液の処分に利用された。盆地の内側は厚さ約3⁄8インチ (1.0 cm)のアスファルトで覆った上に12インチ (30.5 cm) の保護土で覆われていた。最大貯蓄量は243百万米ガロン (919,900 kL) にもなった。水が自然蒸発するにつれて有毒成分が濃縮され周囲に異臭を放つようになり周囲の民家にまで悪臭が漂うようになり環境が悪化していった。軍は地元住民に空気清浄剤を配付した。コロラド州健康管理部と毒性物質登録管理局などが調査を行い悪臭の原因となる化学物質を特定して重大な健康被害が無いことを宣言した。
汚水池の廃液処分のために1961年に深さ12,045フィート (3,671 m) にもなる汚水処理用の井戸を掘り、568,000米ガロン (2,150 kL) の水を注入し地下水汚染などの影響が無いことを確認した。
その後廃液処理のために作られた汚水池の廃液を圧力注入し2,150 mの深さまで廃液で埋まった。廃液は地下2,000 m以下の地盤へ注入され、廃液が地下水に達する可能性は極わずかであると言われている。1962年の春頃から廃液の注入作業を行っている間、1か月に数十回から多いときで60回以上も地震が発生した。軍は地震と廃液注入の因果関係は認めなかったが、1966年2月に井戸の使用を禁止した。この地震はデンバー地震と呼ばれ地質学的にも因果関係が研究されている。
井戸は廃液を注入したまま20年あまりも放置された後、1985年に穴を埋めて永久に封印された。
1998年12月に処理の完了が宣言された。
廃液処理の総経費は約4,500万ドルであった。

## 解体
ロッキーマウンテン兵器工場で生産された大量のサリンは一度も使用されること無く、ロッキーマウンテン兵器工場の倉庫から出荷されることもないまま、廃棄処分されサリンを分解した廃液は大深度地下へと注入された。VXガスに到っては分解が困難であることもあって、砲弾に充填された状態のまま老朽貨物船に積み込んで船ごと沈めて海洋投棄された。結局のところ、ここで生産された兵器の大半は未使用のまま廃棄処分され、工場そのものも廃棄処分となった。後に残った物は、膨大な化学兵器の生産による廃液でロッキー山脈を汚染する結果となり、2011年完了予定で回復計画が進行中である。
2004年4月に約4,927エーカー (19.94 km2) の土地はUSFWSに移管された。2004年6月に敷地の南西の片隅917エーカー (3.71 km2) がコマース市に売却された。2006年10月に約7,200エーカー (29.14 km2) の土地がUSFWSへ移管された。そして、12,500エーカー (50.59 km2) が野生動物保護地区（英語版）を作るために使われる。残っている約11,080エーカー (44.84 km2) の環境回復は進行中で2011年に完了の予定である。

## ロッキーマウンテン・アーセナル国立野生生物保護区
1986年、汚染浄化の実験中にハクトウワシや他の絶滅危惧種が発見され、その後の調査で約330種の生物の生息地となっていることが判明した。1992年9月25日に同地を生物保護区に指定する決定がなされ、ジョージ・H・W・ブッシュによる10月9日の署名を経て正式に保護区（ロッキーマウンテン・アーセナル国立野生生物保護区）となった。約65 km2の保護区は合衆国魚類野生生物局が中心となって管理している。2007年からモンタナ州のナショナル・バイソン・レンジ（英語版）からアメリカバイソンを、2015年からクロアシイタチ（1987年にパーク郡・ミーティートス（英語版）郊外にて再発見された）もデンバー動物園の協力によって再導入している。
哺乳類はアカギツネ、スイフトギツネ、アメリカバイソン（ヘイゲンバイソン型）、クロアシイタチ、オジロジカ、ミュールジカ、コヨーテ、オグロプレーリードッグ、トウブワタオウサギ、アライグマ、アメリカアナグマなど、鳥類にはハクトウワシ、アナホリフクロウ、アメリカワシミミズク、メンフクロウ、シチメンチョウ、ミドリツバメ、ムクドリ、タカ、アカケアシノスリ、アカオノスリ、アレチノスリ、ゴイサギ、アメリカシロペリカンなど、陸棲の爬虫類はマブヤトカゲ類、サバクツノトカゲ類、ガラガラヘビなど、水源にはカミツキガメ、タイガーサラマンダー、ザリガニ、ノーザンパイク、レインボートラウト、サンフィッシュ科（ホワイトクラッピー、ブラッククラッピー）、オオクチバス、コイ、ブルーギル、イエローパーチ、アメリカナマズなどが見られる 。

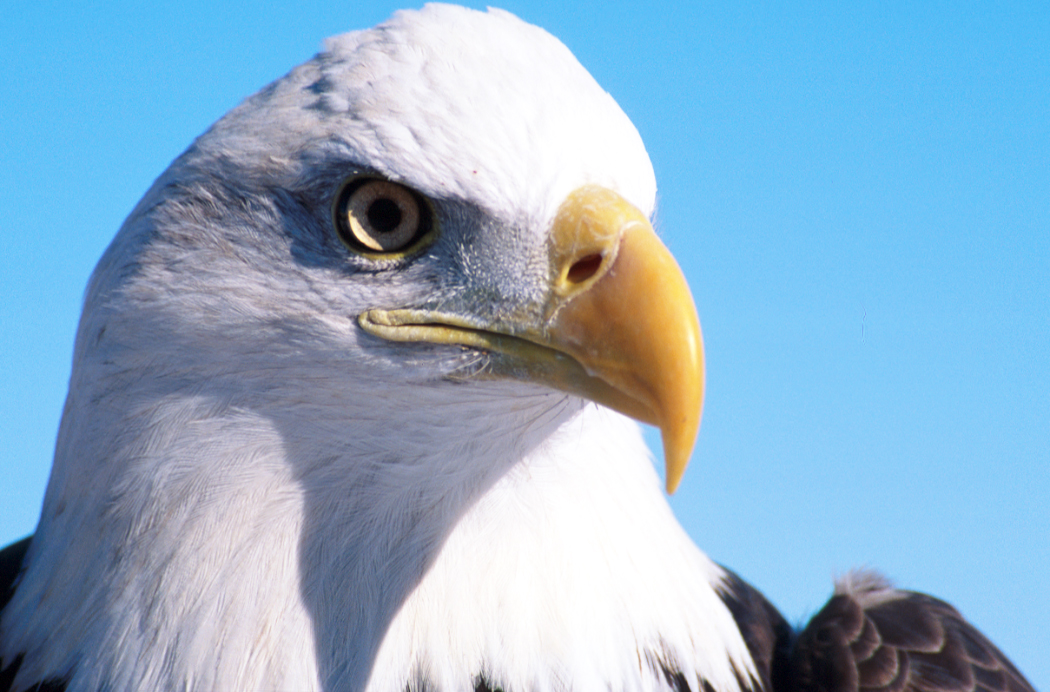
保護区設立の象徴とも言えるハクトウワシ
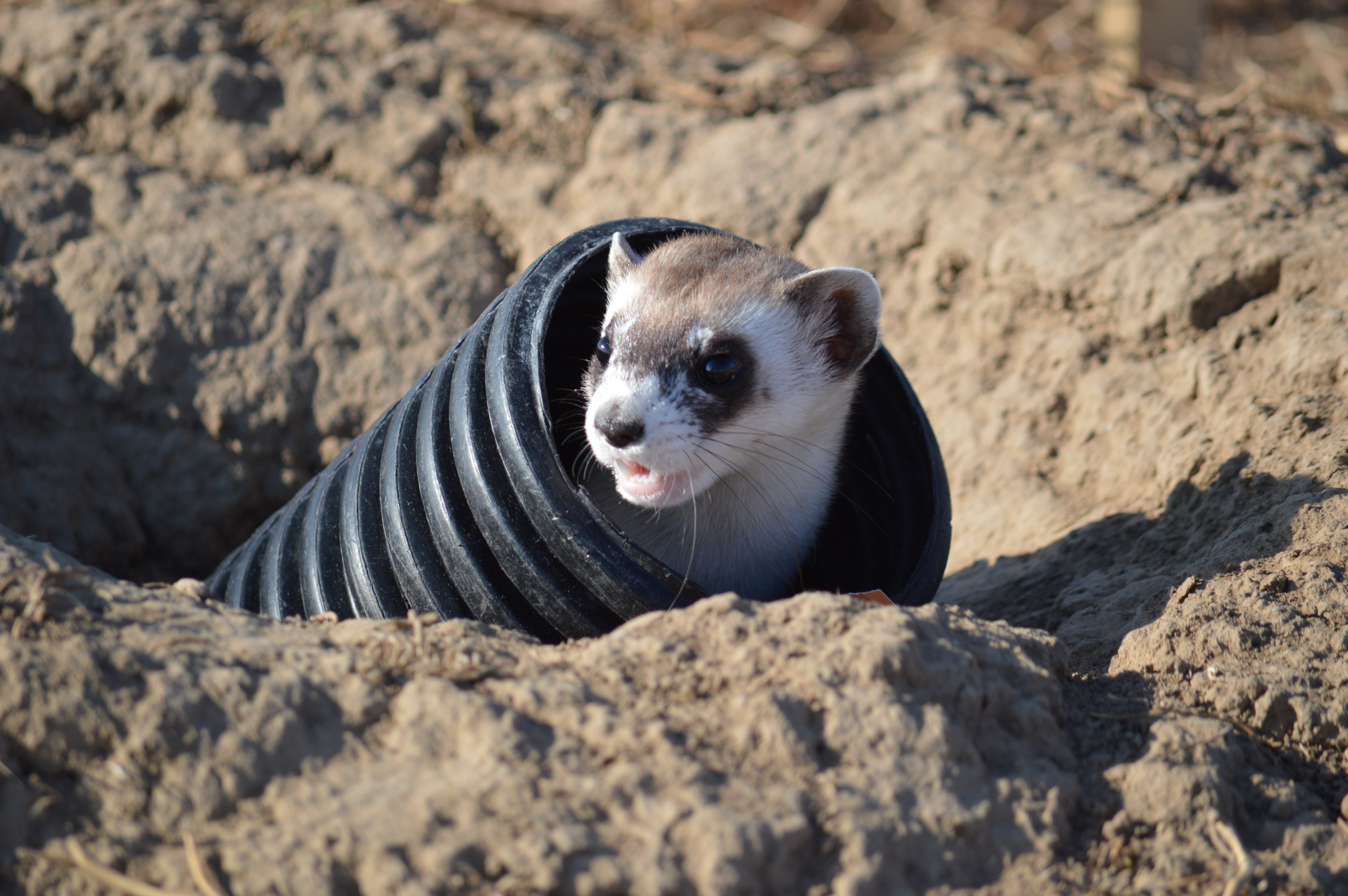
クロアシイタチの再導入
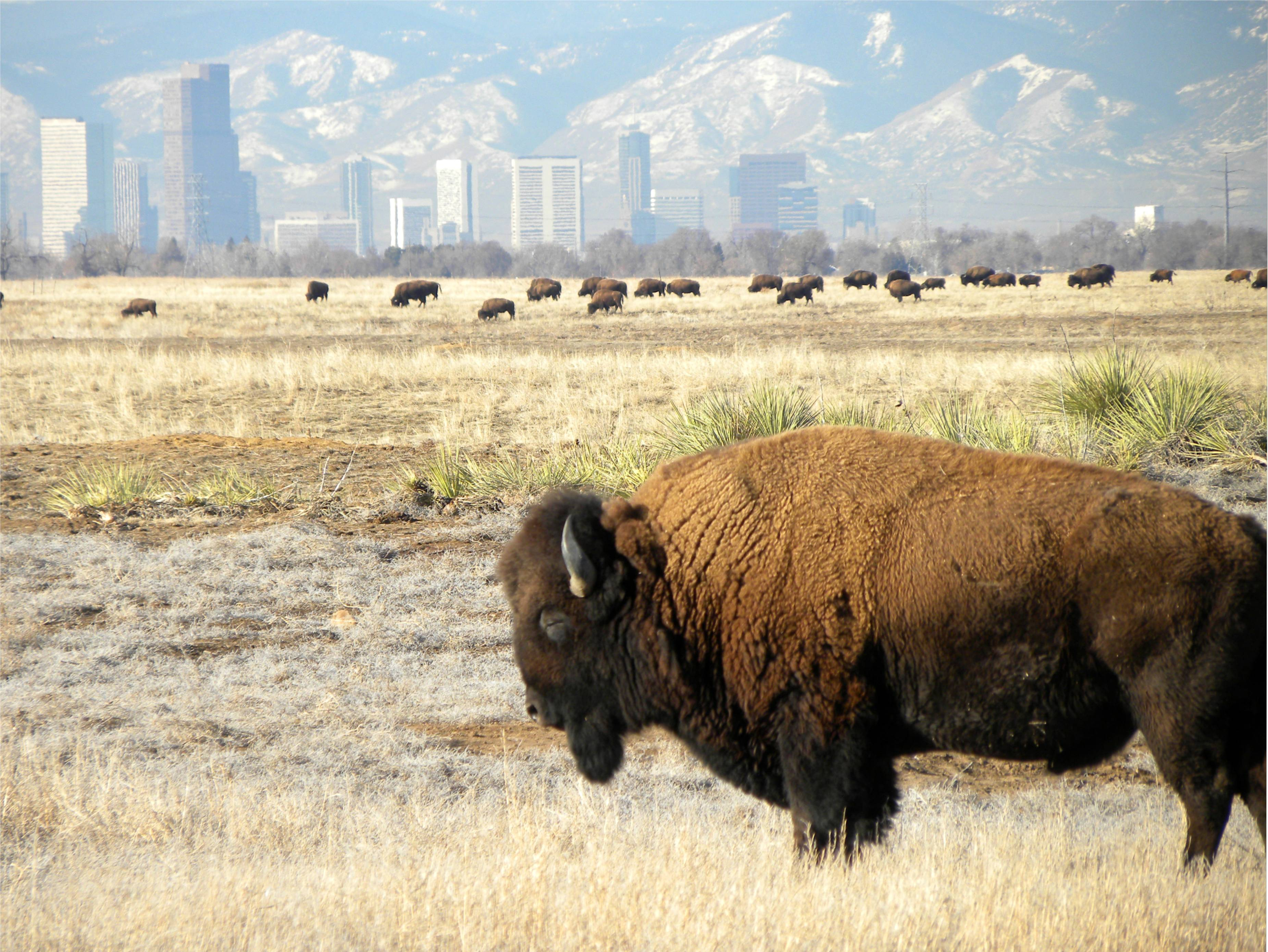
再導入されたヘイゲンバイソン
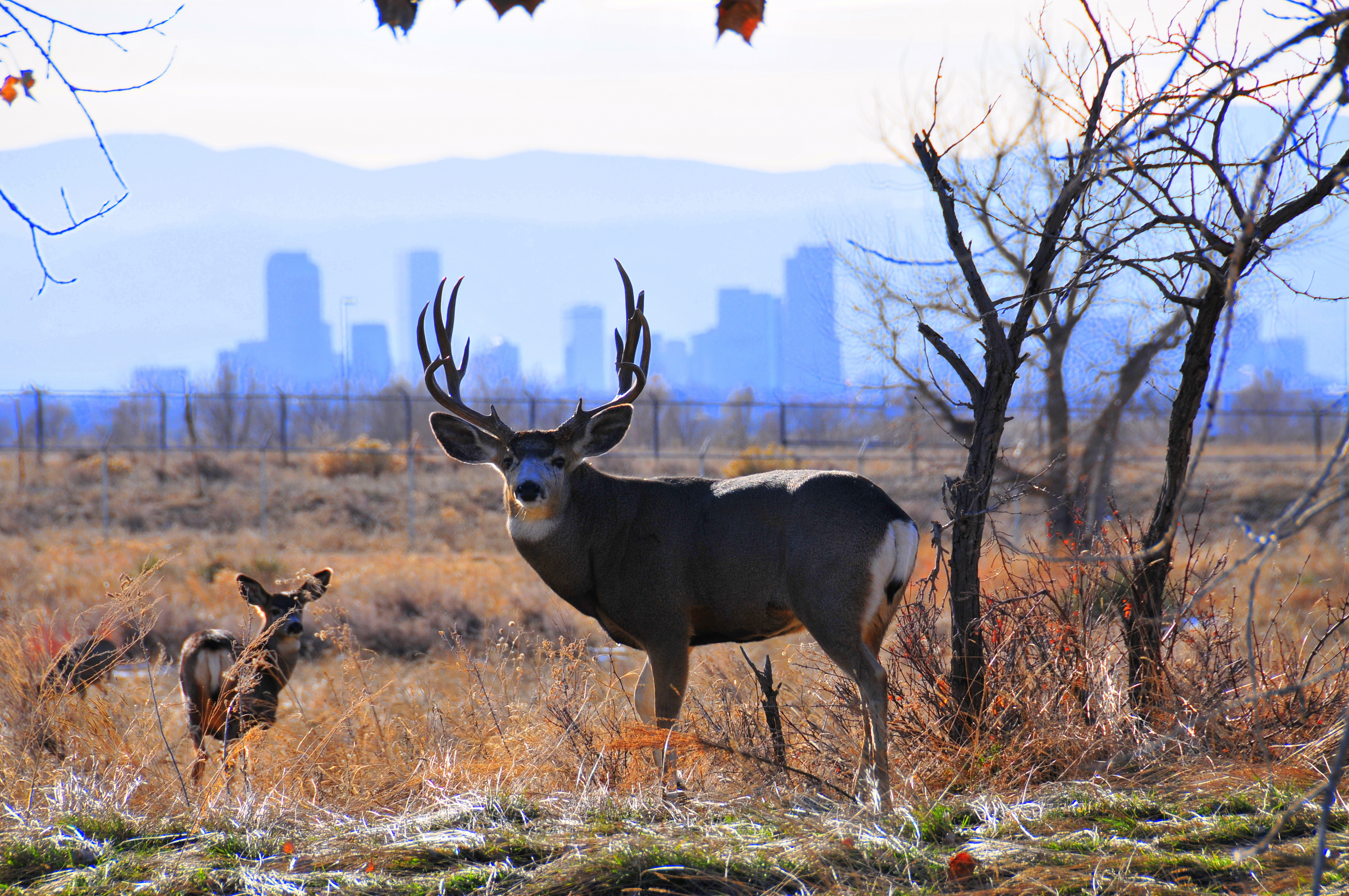
市街地を背景に佇むミュールジカ
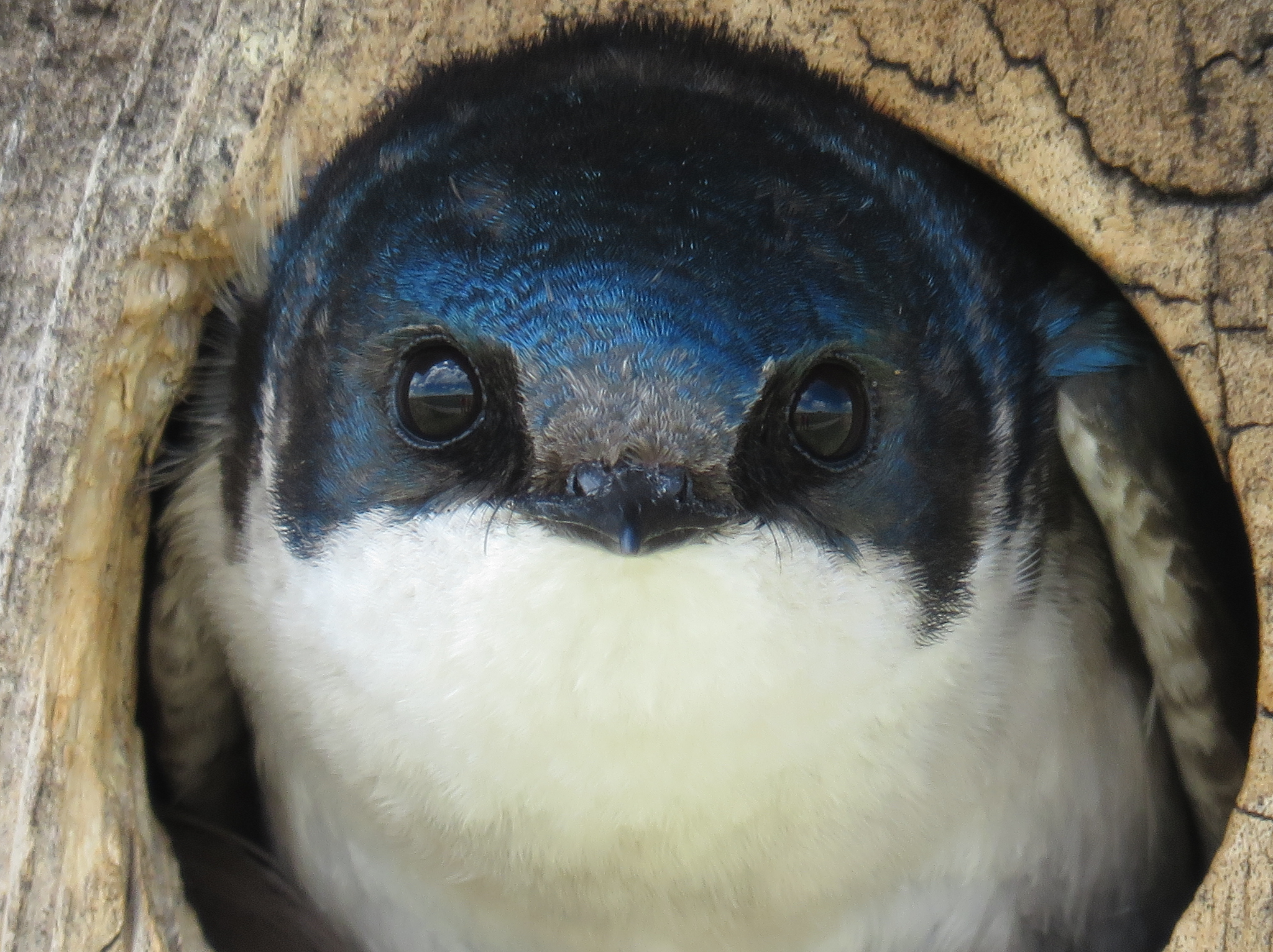
巣穴から顔を覗かせるミドリツバメ
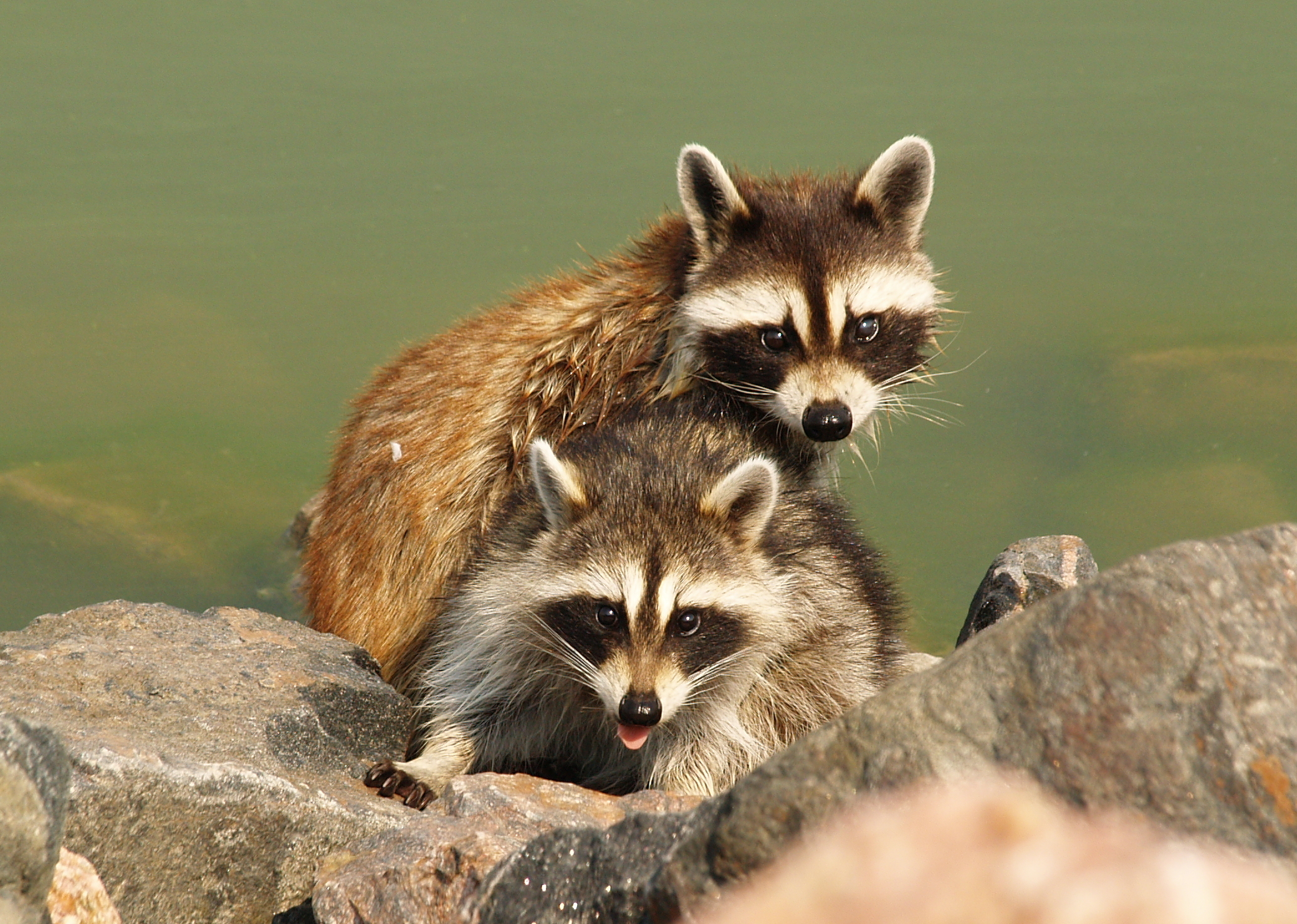
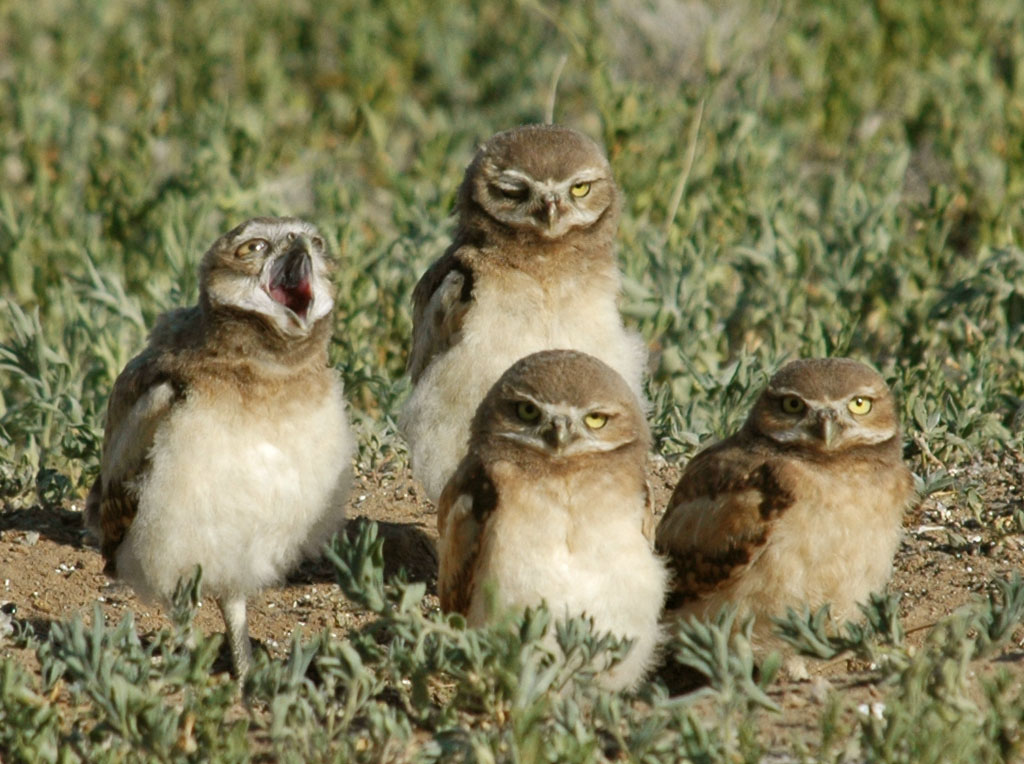
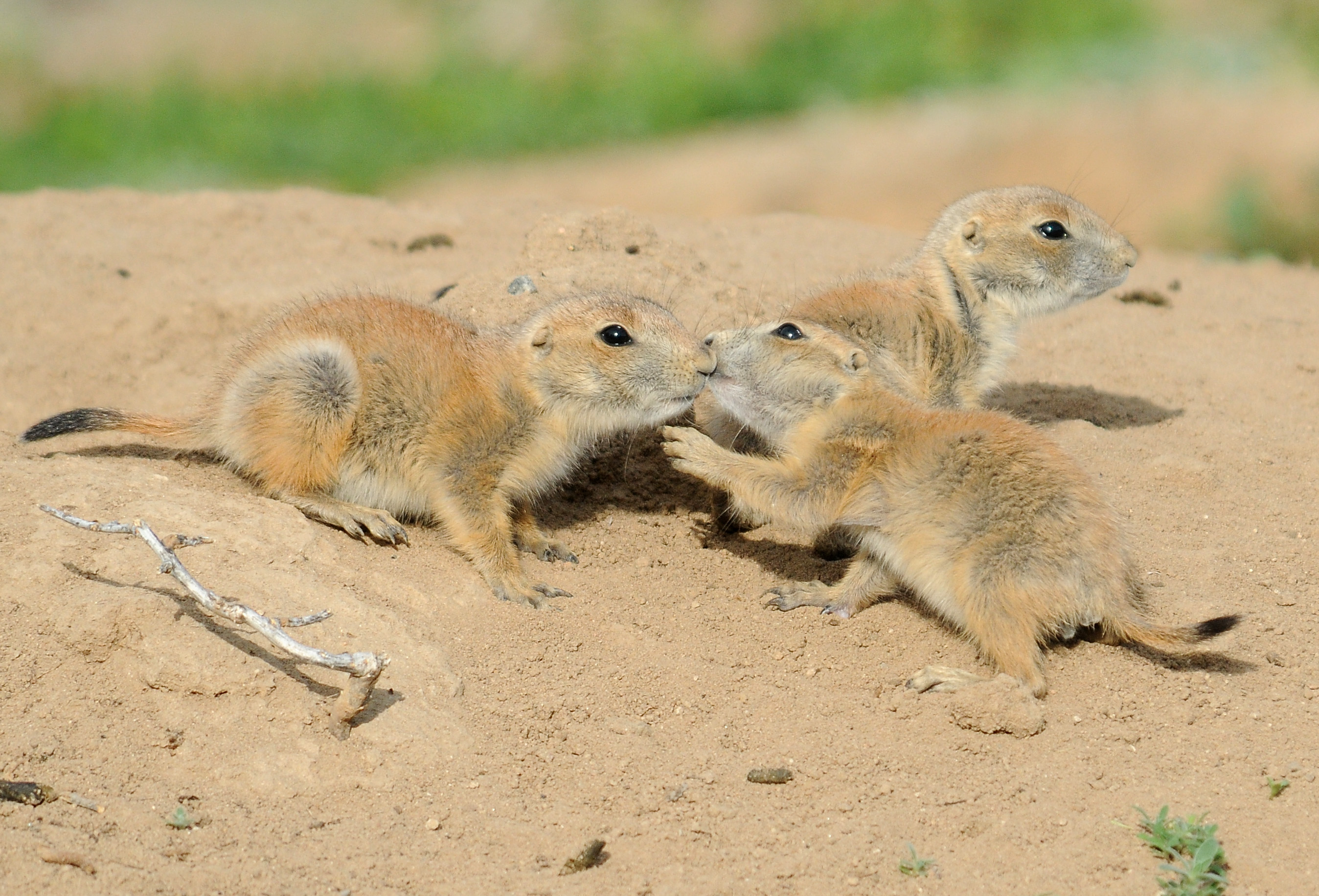
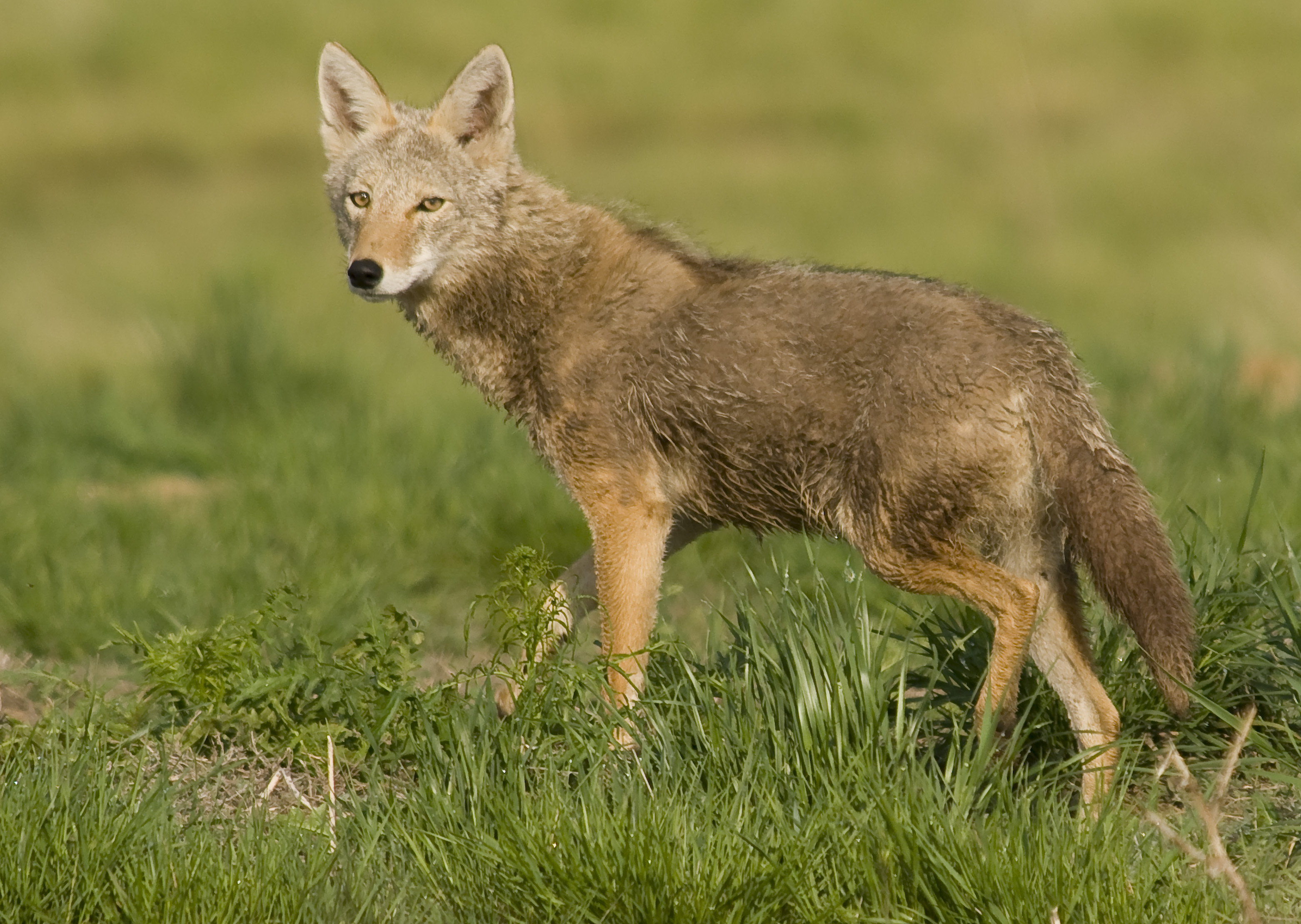
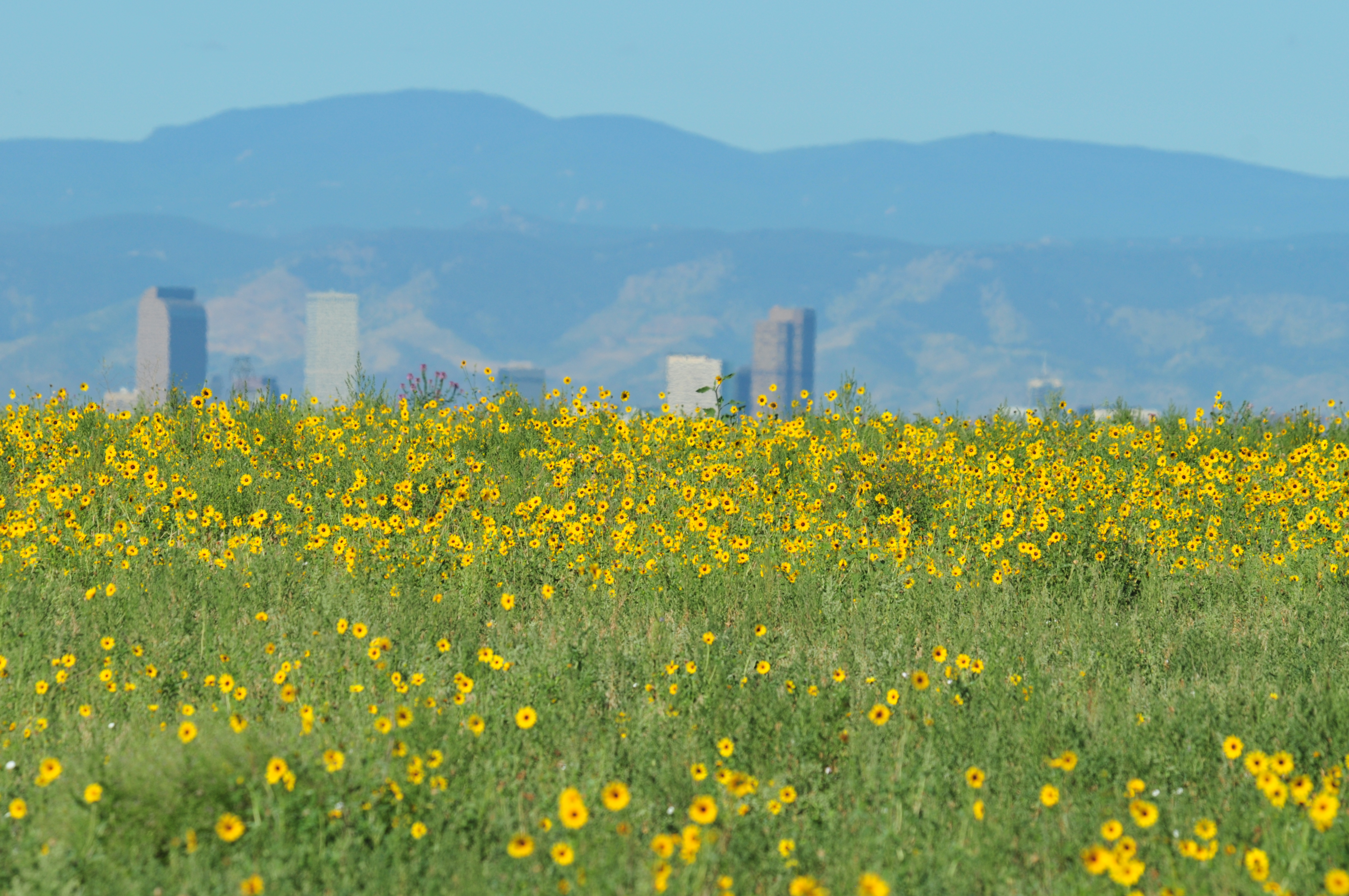
ヒマワリとデンバーの市街地